# 迷魂
《迷魂》是中国大陸的希区柯克式心理惊悚片。并加入密室逃脱元素。同时电影以都市为背景，目标人群针对八零后九零后的上班族。 
- 电影于上海松江区拍摄。剧组为营造密室悬疑氛围。拍摄场景大多于封闭的室内。影片不采用装神弄鬼的悬疑方式，而是在心理层面上下工夫，利用人性的黑暗面来达到悬疑的效果。

## 剧情梗概
游戏设计师桑文创业道路坎坷，被生活压得穿不起。每况愈下的身体也让他支持不住，倒了下去。一觉醒来发现自己处于一个陌生的房间之中，诡异的气氛，求生的本能让他离真相越来越近。。。。

## 演员表
- 李威饰演桑文：80后青年，与朋友李浩（赵楚仑饰）合伙开了一家游戏设计公司。不服输的他在追求物质生活的道路上越走越远。创业途中也饱受艰辛坎坷。
- 蓝燕（演员）饰演陆琪：桑文（李威饰）在大学期间的女朋友，在与桑文（李威饰）分手后，转型为一个职场女强人。
- 赵楚仑饰演李浩：桑文（李威饰）的合伙人，好朋友。与桑文（李威饰）不同的是，李浩是一个恋家容易满足的人。在工作上得过且过。并无太大追求。

## 导演简介
导演张帆毕业于伦敦艺术大学(University Of Art London) 视觉艺术系。
- 2010年担任美剧《吸血鬼日记》执行导演
- 2012年担任电影《青春指南》编剧

张帆最为以为新锐导演接受欧式电影艺术的熏陶很重。他个人对于希区柯克的理解比较深刻。拍摄这部与《迷魂记》只一字之差的电影也是为了像电影大师希区柯克致敬。